# Ancistrocerus biphaleratus
Ancistrocerus biphaleratus é uma espécie de insetos himenópteros, mais especificamente de vespas pertencente à família Vespidae.
A autoridade científica da espécie é Saussure, tendo sido descrita no ano de 1852.
Trata-se de uma espécie presente no território português.